# Estádio de La Cartuja
O Estádio Olímpico de La Cartuja é um estádio multiuso localizado em Sevilha, na Espanha.
O estádio foi inaugurado pelo Rei de Espanha Juan Carlos I em 5 de maio de 1999, para o Campeonato Mundial de Atletismo de 1999; e é denominado "estádio olímpico" pois foi projetado seguindo os critérios do Comité Olímpico Internacional visando sediar os Jogos Olímpicos de 2004.
Grandes obras de modernização e expansão do estádio foram finalizadas em 2025, nomeadamente a remoção da pista de atletismo e consequente rebaixamento do relvado, que elevou a capacidade de 57 600 lugares para os 70 000 lugares, de modo a se poder receber o Campeonato do Mundo da FIFA de 2030. Apesar disso, o estádio continua sendo considerado um elefante branco, ficando vazio quase que 320 dias do ano.
Entre os eventos realizados no estádio estão a final da Copa da UEFA de 2002-2003, entre FC Porto e Celtic FC, a Copa do Rei de 1998-1999, entre Valencia CF e Atlético de Madrid, além de algumas partidas amistosas da Seleção Espanhola de Futebol e da Final da Copa Davis de tênis de 2004.

## Esporte
| Rival         | Data       | Resultado | Concorrência                |
| ------------- | ---------- | --------- | --------------------------- |
| Croácia       | 05-05-1999 | 3-1       | Amistoso                    |
| Argentina     | 17/11/1999 | 0-2       | Amistoso                    |
| Países Baixos | 11-15-2000 | 1-2       | Amistoso                    |
| China         | 06/03/2012 | 1-0       | Amistoso                    |
| Alemanha      | 17/11/2020 | 6-0       | Liga das Nações             |
| Kosovo        | 31/03/2021 | 3-1       | Elim. da Copa do Mundo 2022 |

| 21-5-2003  | Porto-Celtic                  | 3-2           | Liga Europa          | Final | futebol |
| 5-12-2004  | Estados Unidos-Espanha        | 2-3           | Copa Davis           | Final | tênis   |
| 17-01-2021 | Barcelona - Athletic Club     | 2 - 3         | Supercopa da Espanha | Final | futebol |
| 03-04-2021 | Athletic Club - Real Sociedad | 0 - 1         | Copa del Rey         |       | futebol |
| 17-04-2021 | Barcelona - Athletic Club     | 4 - 0         | Copa del Rey         | Final | futebol |
| 06-04-2024 | Athletic Club - RCD Mallorca  | 1 (4) - (2) 1 | Copa del Rey         | Final | futebol |

## UEFA Euro 2020
O Estádio de La Cartuja recebeu quatro jogos da UEFA Euro 2020, três jogos do Grupo E e um jogo das oitavas de final.
| Data        | Público | Seleção   | Placar | Seleção  | Fase             |
| ----------- | ------- | --------- | ------ | -------- | ---------------- |
| 14 de junho | 12 517  | Espanha   | 0–0    | Suécia   | Grupo E          |
| 19 de junho | 11 742  | Espanha   | 1–1    | Polónia  | Grupo E          |
| 23 de junho | 12 580  | Eslovênia | 0–5    | Espanha  | Grupo E          |
| 27 de junho | 11 504  | Bélgica   | 1–0    | Portugal | Oitavas de final |

## Concertos
| Data      | Banda       |
| --------- | ----------- |
| 14-7-2016 | Iron Maiden |